# Sottungsby

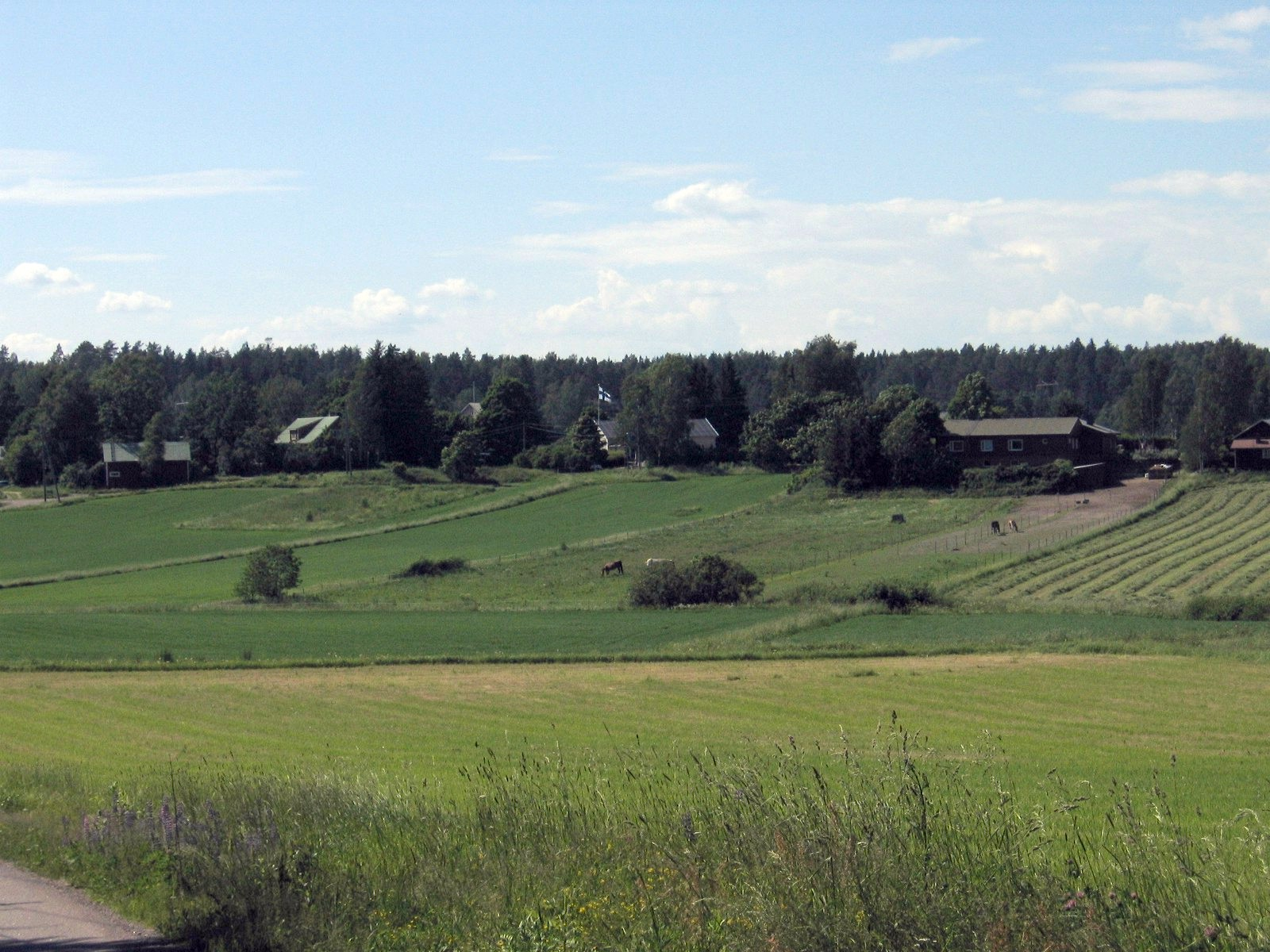
Sottungsby syns uppe på kullen

Sottungsby [sått-] (finska: Sotunki) är en stadsdel i Vanda stad i landskapet Nyland. 
Sottungsby omfattar det östra hörnet i Vanda och gränsar till Sibbo kommun. Stadsdelen täcker 13,7 km² och har cirka 600 invånare. Sottungsby är till ytan den näst största stadsdelen i Vanda och 16 % av befolkningen har svenska som modersmål. Stadsdelen ligger avsides från stora trafikleder och har bevarat sin lantbrukskaraktär. 
Största delen av området består av gammal havsbotten som sträcker sig till bergsområdena i den norra delen av Sottungsby. Ur de stora åkrarna sticker små kullar upp och på en av dessa ligger Sottungsby by som varit känd sedan 1300-talet. Byns äldsta byggnader, gårdarna Nygård, Nygårds och Kullobacka, härstammar från 1700-talet. Byggnadsbeståndet med åkerlandskapet skapar en traditionell miljö som är kulturhistoriskt viktig också på nationell nivå. I mitten av stadsdelen finns kalkgruvor som var i bruk från början av 1800-talet till början av 1900-talet. Man kan bekanta sig med området på Kalkbrukets naturstig. Skogarna i Sottungsby är en del av Sibbo storskog. 